# Jeanie Bryson
Jeanie Bryson (New York, 10 maart 1958) is een Amerikaanse zangeres die jazz- en popstandards zingt, hierbij puttend uit bijvoorbeeld het Great American Songbook. Ze is een dochter van de jazztrompettist Dizzy Gillespie en de songschrijfster Connie Bryson.
Bryson studeerde aan Rutgers University (onder meer onder Kenny Barron) en raakte daar steeds meer beïnvloed door de jazz. Ze heeft opgetreden in Noord- en Zuid-Amerika, Europa, Japan en Israël en heeft verschillende albums voor gemaakt, onder meer voor Telarc. Daarnaast maakte ze opnames met bijvoorbeeld Etta Jones, Larry Coryell, Grover Washington jr., Kenny Burrell, Terenche Blanchard en Don Sebesky.
Bryson was getrouwd met de gitarist Coleman Mellett, die bij een vliegtuigramp in 2009 om het leven kwam.

## Discografie
- I Love Being Here With You, Telarc, 1993
- Tonight I Need You So, Telarc, 1994
- Some Cats Know: Jeanie Bryson Sings Songs of Peggy Lee, Telarc, 1996
- Deja Blue, Koch Records, 2001
- Live at the Warsaw Jamboree Jazz Festival 1991, Alpha Centauri, 2004